# Terrain (construction)
Pour les articles homonymes, voir Terrain.
En construction, le terrain est la surface de la terre sur laquelle on élève un édifice.

## Vocabulaire du terrain
- Excavation - Fouille pratiquée dans un terrain pour les caves et fondement d'un bâtiment
- Piloter - Action d'enfoncer des pieux ou des pilotis pour soutenir et pour affermir les fondements d'un édifice qu'on bâtit dans l'eau ou sur un terrain de mauvaise consistance
- Planter - Tracer toutes les parties d'un bâtiment sur le terrain pour faire les fouilles des fondations
- Rez-de-chaussée - Surface d'un terrain de niveau avec une chaussée ou une rue; c'est aussi le nom qu'on donne à l'étage d'une maison qui est à ce même sol
- Sol - Superficie de la terre, l'aire du terrain, la place sur laquelle on élève un bâtiment
- Terrassement - Opérations destinées à modifier le profil d'un terrain. Le déblai consiste à enlever les terres, le remblai à les mettre en place.
- Terrassier - Ouvrier chargé de réaliser les terrassements.